# Pedro Fernández de Quirós
Pedro Fernández de Quirós (Queirós), (Evora, oko 1565. – Panama, 1615.), portugalski pomorac u španjolskoj službi. Godine 1595. stigao u Peru i postavljen za kapetana i glavnog kormilara (piloto mayor) u drugoj Mendañinoj ekspediciji. Otplovio na Markižansko otočje i Santa Cruz, gdje je Mendaña umro. Ekspedicija je nastavila put do Manile s Quirosom kao vođom, ali je imao mnogo neprilika s Mendañinom udovicom (koja je bila naslijedila Mendañu, pa su je zvali Gospodaricom). Godine 1604. opet je otišao iz Španjolske, ali je doživio brodolom u Zapadnoj Indiji. Na kraju je došao do Caracasa i Lime. Godine 1605. povjerio mu je španjolski kralj Filip III vodstvo ekspedicije koja je trebala tragati za "Južnim kontinentom". Na putovanje je s Torresom krenuo iz luke Callao, stigavši najprije u Peru, odakle je s tri broda i tristo ljudi krenuo u potragu za novim kontinentom. Došao je do niza otoka istočno od Tahitija; otkrio dio otočja Tuamotu i Nove Hebride (koje je ponovno otkrio Cook tek u drugoj polovini XVIII. stoljeća). Tu su se on i Torres slučajno razdvojili. Quiros je otplovio dalje do Santa Cruza i zatim se vratio u Acapulco, a Torres, zapovjednik manjeg broda njegove ekspedicije, krenuo je s otoka Espiritu Santo prema Novoj Gvineji i došao sve do prolaza koji je poslije po njemu dobio ime (Torresov prolaz). Godine 1614. Queros je krenuo iz Španjolske prema Novom svijetu, ali je na putu umro u Panami.
Debenham o njemu i njegovoj ekspediciji traganja za Južnim kontinentom piše: "U očima vođe to je trebao biti viteški misionarski pothvat, ali su njegovi ljudi imali drugačije namjere..." U povijesti istraživanja nigdje nema tako lakrdijaške ekspedicije i tako donkihotovskog vođe kao što je bio Quiros. Njegovi ljudi su počeli pucati na urođenike na obali, zatim su odrubili glavu zarobljeniku dok je Quiros podizao crkvu da bi spasio «duše stanovnika». Zatim su «Vitezovi Svetog Duha» marširali u unutrašnjost kopna i zarobili «tri mala dječaka i dvadeset svinja»."